# 漢諾威鎮區 (印第安納州萊克縣)
漢諾威鎮區（英語：Hanover Township）是位於美國印第安納州萊克縣的一個行政鎮區。

## 地方資料
根據2010年美國人口普查的數據，漢諾威鎮區的面積為76.80平方千米，當中陸地面積為74.50平方千米，而水域面積為2.40平方千米。當地共有人口12,443人，而人口密度為每平方千米162.02人。